# Otamatea (fleuve)
Le fleuve Otamatea  (en anglais : Otamatea River) est un cours d’eau la région du  Northland dans l’Île du Nord de la Nouvelle-Zélande.

## Géographie
C’est une rivière courte et large, qui s’écoule vers le sud-ouest et peut être considérée comme un bras de la partie nord du  mouillage de Kaipara Harbour (en). Le fleuve Otamatea est formé par la confluence du fleuve Wairau et de la rivière  Kaiwaka. La ligne de chemin de fer de  la ligne Nord d'Auckland (en) les traverse à ce niveau. Bien que large de 300 m à son origine, le fleuve s’étend jusqu’à 1,8 km de large à son embouchure à l’opposé de la ville de Tinopai. 
Plusieurs autres criques larges et sujettes aux marées, se déversent dans le fleuve Otamatea, et en particulier les criques nommées « Raepare Creek », « Awaroa Creek », « Takahoa Creek et la rivière Whakaki sur la rive gauche et le fleuve  Arapaoa sur la rive droite.